# Spermophilus nilkaensis
Il citello del Tien Shan (Spermophilus nilkaensis Hou Lanxin e Wang Sibo, 1989) è uno sciuride appartenente al genere dei citelli (Spermophilus). È diffuso sulle montagne orientali del Tien Shan, all'estremità orientale di Kirghizistan e Kazakistan e nella parte occidentale dello Xinjiang in Cina.

## Descrizione
Il citello del Tien Shan raggiunge una lunghezza testa-corpo di circa 20,0-24,0 centimetri con un peso di 290-405 grammi. La coda è lunga 6,0-7,5 centimetri ed è quindi, come in tutti i citelli, più corta del resto del corpo. Il piede posteriore è lungo 33-42 millimetri, l'orecchio 5-9 millimetri. Si tratta di una specie relativamente piccola. Il colore del dorso va da grigio-marrone a giallo chiaro-sabbia con macchie chiare poco appariscenti, i fianchi sono di colore leggermente più chiaro. Il mantello invernale è più chiaro e di colore più grigio rispetto a quello estivo. La parte superiore della coda va dal rosso ruggine al giallo chiaro; appena prima della punta vi è un'evidente banda scura, mentre la punta stessa è bianco-giallastra. Non vi sono segni evidenti sulla faccia.
Il cranio ha una lunghezza totale di 47-50 millimetri. Come tutte le specie del suo genere, ha un unico incisivo a scalpello per emimascella, seguito da uno spazio privo di denti (diastema). Seguono due premolari e tre molari. Al contrario, sulla mascella inferiore vi è un solo premolare per lato. Complessivamente vi sono 22 denti.

## Distribuzione e habitat
Il citello del Tien Shan vive nelle montagne orientali del Tien Shan, all'estremità orientale di Kirghizistan e Kazakistan e nella parte occidentale della regione autonoma dello Xinjiang in Cina. Mostra una distribuzione allopatrica rispetto al citello relitto (Spermophilus relictus).

## Biologia
Il citello del Tien Shan è uno scoiattolo di terra diurno che evita le ore più calde della giornata. Vive principalmente nei prati di montagna e forma colonie. Le tane sono ravvicinate e ognuna presenta diverse uscite e una camera di svernamento a una profondità di uno o due metri. I corridoi hanno un diametro di circa sei centimetri. I citelli vengono spesso avvistati davanti all'ingresso della tana. Parti verdi delle piante e semi, più raramente anche insetti, costituiscono la dieta. La comunicazione avviene attraverso richiami striduli.
Come gli altri citelli, questi animali trascorrono l'inverno in letargo, che va da agosto o settembre fino a febbraio o all'inizio di marzo. La stagione riproduttiva ha luogo in primavera dopo il risveglio; le femmine danno alla luce una cucciolata di tre-sette piccoli dopo un periodo di gestazione di 25-27 giorni.

## Tassonomia
Il citello del Tien Shan viene classificato come specie indipendente all'interno del genere Spermophilus, attualmente costituito da 15 specie a seguito di una revisione tassonomica. La prima descrizione scientifica venne effettuata nel 1948 dallo zoologo russo Boris Aleksandrovič Kuznetsov a partire da esemplari provenienti dal bacino dell'Issyk-Kul' in Kirghizistan e pubblicata sul suo libro Zveri Kirgizii, un elenco delle specie animali del Kirghizistan. Il citello del Tien Shan veniva originariamente considerato una sottospecie del citello relitto (Spermophilus relictus), ma differisce da esso per alcune caratteristiche biomolecolari. Recentemente, si è scoperto che il nome originario con cui Kuznetsov aveva descritto la specie, Spermophilus ralli, non è un nome valido, bensì un sinonimo di Spermophilus relictus; per indicare la specie, pertanto, viene oggi utilizzato il nome coniato nel 1989 dagli zoologi cinesi Hou Lanxin e Wang Sibo, Spermophilus nilkaensis.
Oltre alla forma nominale, non ne vengono riconosciute sottospecie.

## Conservazione
Il citello del Tien Shan viene classificato dall'Unione internazionale per la conservazione della natura (IUCN) come «specie a rischio minimo» (Least Concern). Tale status trae giustificazione dall'areale relativamente ampio e dalla frequente presenza della specie, sebbene l'entità concreta della popolazione sia sconosciuta. Non vi sono potenziali minacce alla sopravvivenza della specie, anche se in passato veniva cacciata per la sua carne.